# Stèle de la colline de la Victoire
La stèle de la colline de la Victoire (chinois : 大金得胜陀颂碑) est une stèle commémorative de la dynastie Jin. Elle a été érigée en 1185 par l'empereur Shizu en l'honneur de la résolution prise à cet endroit en 1114 par Aguda et ses 2 500 guerriers dans l'objectif de renverser la dynastie Liao. Cette stèle se trouve dans la prairie à 1,5 km à l'est du village de Shibeichengzi dans le district de Fuyu, dans la province de Jilin, au nord-est de la République populaire de Chine. Elle est incluse dans la liste des monuments historiques de Chine (3-178).
La stèle est placée sur une plateforme avec une base en forme de tortue. Elle mesure 3,2 mètres de haut. Sur le devant, le texte est écrit en caractères chinois et en caractères jurchens de l'autre côté.

## Référence
- Stele of Dajin Victory Hill, ChinaCulture.org.